# 아르민 페
아르민 페(Armin Veh, 1961년 2월 1일, 바이에른주 아우크스부르크 ~)는 은퇴한 독일의 축구 선수이자 현 1. FC 쾰른 단장이다. 그는 2007년 5월 19일에 VfB 슈투트가르트 소속으로 푸스발-분데스리가를 재패하였었다. 페와 그의 팀은 2007년 5월 26일, 베를린에서 열린 DFB-포칼을 우승하고 더블을 달성 할 수 있었으나 1. FC 뉘른베르크와의 연장 혈투 끝에 2-3으로 패하며 무산되었다.

## 선수 경력
아우크스부르크 출신으로, 페는 1979년부터 1983년까지 푸스발-분데스리가의 보루시아 묀헨글라트바흐에서 미드필더로 활약하였다. 글라트바흐는 1980년에 UEFA컵 결승전에 진출하였고, 페는 이 경기에 출전하였으나, 팀은 아인트라흐트 프랑크푸르트에 패하였다. 1984년 그는 다리골절 부상으로 분데스리가에서 더 이상 뛰지 못하게 되었다.
1985년, 페는 고향 클럽 FC 아우크스부르크에 복귀하여 다시 선수생활을 이어나갔고, 1987년에는 몇달간 지역 라이벌 팀인 TSV 슈바벤 아우크스부르크 소속으로 활약하였다. 그는 2 분데스리가의 SpVgg 바이로이트에서 선수 활동을 계속하였으나, 잦은 부상을 당하며 1990년 11월에 현역 은퇴를 하였다.
그는 65번의 분데스리가 경기에 출전하여 2골을 득점하였고, 이중 한골은 60초 출장한 경기에서 득점하였다. 그리고 그는 스위스 리그 18경기에 출전하였다.

## 감독 경력
고향으로 복귀한 그는 FC 아우크스부르크 감독으로 1990년에서 1995년까지 역임하였고, 팀을 1994년에 오버리가에서 레기오날리가로 승격시켰다. 1996년 SpVgg 그로이터 퓌르트로 이적한 그는 1997년에 팀을 2 분데스리가로 승격시켰으나, 같은 해 10월에 경질당하였다. 1998년 7월부터 2001년 12월까지 그는 SSV 로이틀링겐 감독을 역임하였고, 이 팀도 2000년에 2 분데스리가 승격에 성공하였다.
2002년 1월부터, 페는 푸스발-분데스리가의 FC 한자 로스토크 감독이 되었으나, 2003년 10월에 남부 독일에서 가족생활을 목적으로 북동부 팀의 감독직에서 사임하였다. 그는 2004년 9월까지 지역팀 FC 아우크스부르크의 감독을 맡은 뒤, 2006년 2월 11일에 조반니 트라파토니를 대신하여 VfB 슈투트가르트의 감독 대행이 되기 전까지 무직 상태였다. 2006년 4월 18일, 그는 2007년 여름까지 슈투트가르트와의 계약을 연장하였고, 2007년 1월 19일에는 계약을 1년 더 연장하였다.
2007년 5월, 페와 VfB 슈투트가르트는 2007년 5월 19일에 푸스발-분데스리가를 우승하고, 2007년 5월 26일 베를린에서 열리는 DFB-포칼의 결승전에 참가하는 기회를 잡으며 클럽 역사상 최고의 성공을 거두어들였다. 그에 따라 페와 그의 팀은 "더블"을 달성할 기회를 잡았다. DFB-포칼의 결승전 상대는 1. FC 뉘른베르크로 앞서 정규 시즌에서 슈투트가르트를 홈앤 어웨이로 두번 모두 승리하였었는데, 뉘른베르크는 결승전에서 연장 접전 끝에 VfB 슈투트가르트를 3-2로 잡으며 다시 우위를 보였다. 2007-08 시즌, 슈투트가르트는 챔피언 자리를 지키는 데 실패하였고, 6위로 마감하였다.
2008년 11월 23일, 페는 성적부진을 이유로 VfB 슈투트가르트와 결별하였다. 그의 경질은 1-4로 진 VfL 볼프스부르크 원정에서 5연패를 기록하며 일어났다.
2009년 5월 23일, 푸스발-분데스리가의 디펜딩 챔피언 VfL 볼프스부르크는 7월에 팀을 떠나는 펠릭스 마가트를 대신하여 새 감독이 되었음을 밝혔다. 그러나 2010년 1월 25일, 페는 볼푸스부르크 감독직에서 해임당하였다.
2010년 5월 24일, 그는 함부르거 SV의 새 감독으로 취임하였다. 2011년 5월 13일, 페는 FC 바이에른 뮌헨전에서 0-6으로 패하며, 다음 시즌의 UEFA 유로파리그 진출과 승점 6점차로 멀어지면서 HSV 감독직에서 해임되었다.
2011년 5월 30일, 페는 아인트라흐트 프랑크푸르트의 새 감독으로 선임되었다. 그는 첫 시즌에 팀의 승격을 달성한 뒤, 구단과의 계약을 1년 연장하였다.

## 감독 통계
2016년 3월 6일 기준
| FC 아우크스부르크         | 1990년 7월 1일   | 1995년 6월 30일  | 171 | 83  | 37  | 51  | 048.54 |
| 그로이터 퓌르트           | 1996년 7월 1일   | 1997년 10월 15일 | 48  | 27  | 10  | 11  | 056.25 |
| 로이틀링겐 05             | 1998년 7월 1일   | 2001년 12월 12일 | 122 | 64  | 28  | 30  | 052.46 |
| 한자 로스토크             | 2002년 1월 3일   | 2003년 10월 6일  | 62  | 18  | 14  | 30  | 029.03 |
| FC 아우크스부르크         | 2003년 10월 13일 | 2004년 9월 27일  | 31  | 12  | 9   | 10  | 038.71 |
| VfB 슈투트가르트          | 2006년 2월 10일  | 2008년 11월 23일 | 125 | 63  | 20  | 42  | 050.40 |
| VfL 볼프스부르크          | 2009년 7월 1일   | 2010년 1월 25일  | 27  | 9   | 7   | 11  | 033.33 |
| 함부르거 SV               | 2010년 7월 1일   | 2011년 3월 13일  | 27  | 12  | 4   | 11  | 044.44 |
| 아인트라흐트 프랑크푸르트 | 2011년 5월 30일  | 2014년 5월 12일  | 119 | 54  | 28  | 37  | 045.38 |
| VfB 슈투트가르트          | 2014년 5월 12일  | 2014년 11월 23일 | 13  | 2   | 3   | 8   | 015.38 |
| 아인트라흐트 프랑크푸르트 | 2015년 6월 14일  | 2016년 3월 6일   | 27  | 6   | 9   | 12  | 022.22 |
| 합계                      | 합계             | 합계             | 772 | 350 | 169 | 253 | 45.34  |